# Jan Adriaanszoon Leeghwater

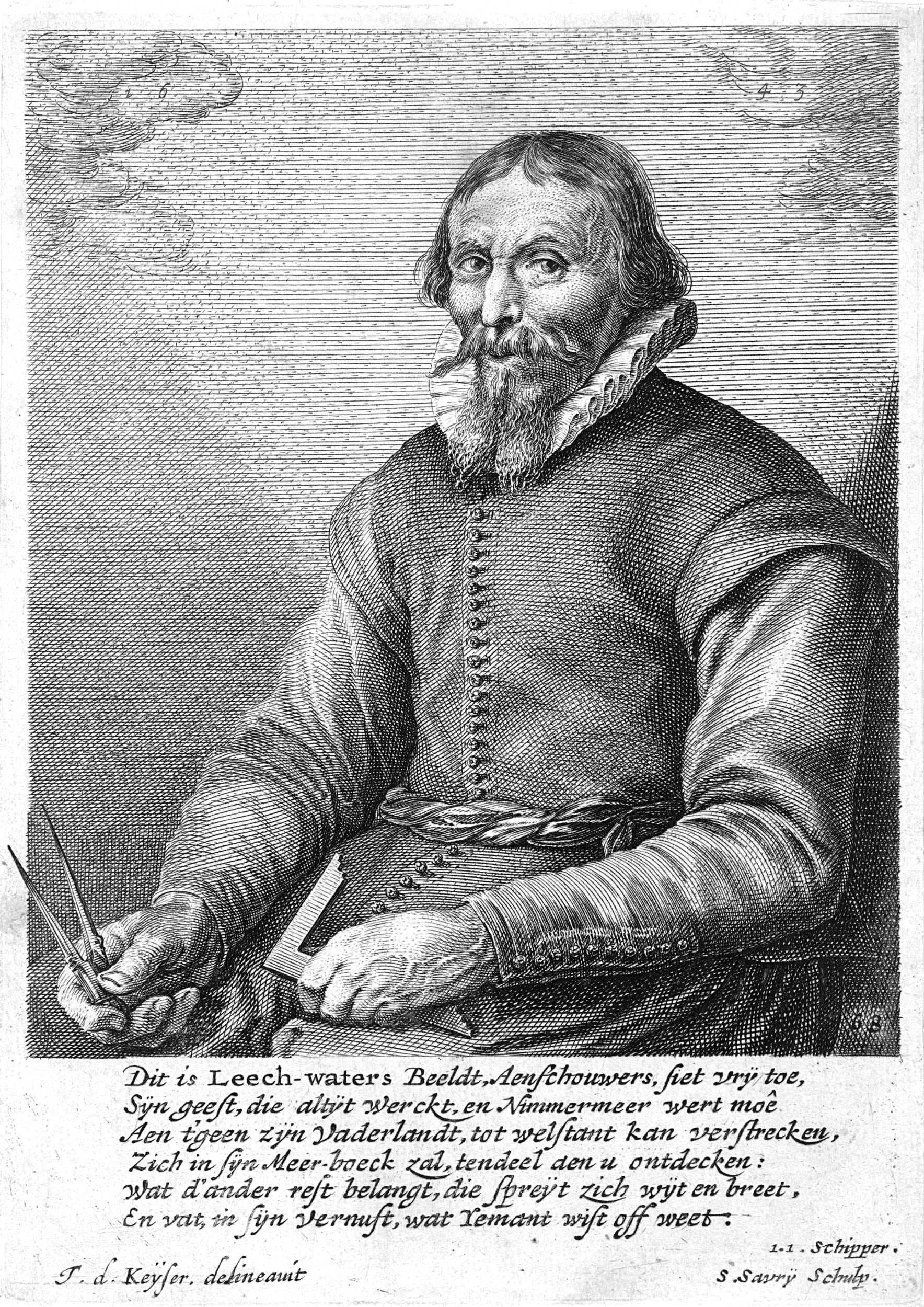
Porträt von Jan Adriaanszoon Leeghwater

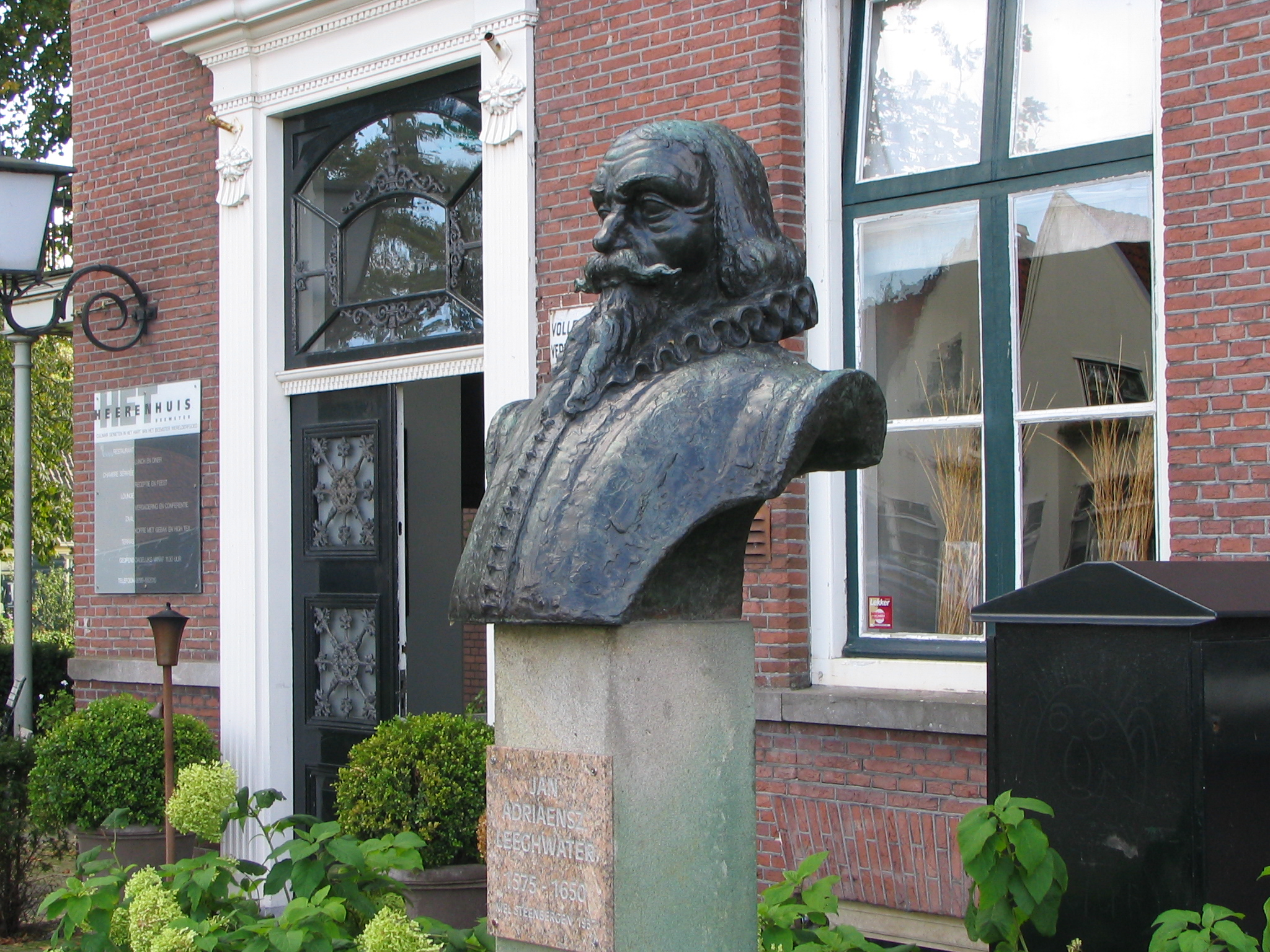
Büste Jan Adriaanszoon Leeghwaters, Middenbeemster

Jan Adriaanszoon Leeghwater (* 1575 in De Rijp, Niederlande als Jan Adriaanszoon; † 1650 in Amsterdam) war ein niederländischer Ingenieur, Mühlen- und Windpumpenkonstrukteur und Architekt.

## Leben und Wirken
Seine Pionierleistung war die Trockenlegung des großen Sees von Beemster (ndl. Beemstermeer) zu Beginn des 17. Jahrhunderts. Er gilt als Erfinder der drehbaren Mühlenkappe (siehe Holländermühle). Leeghwater stammte aus einer armen Bauernfamilie und war gelernter Zimmermann. Seine Kenntnisse auf den Gebieten der Mechanik, des Wasserbaus und Ingenieurswesen sowie der Sprachen hatte er sich als Autodidakt in vielen Fällen selbst beigebracht. In seiner Heimatstadt De Rijp war er Mitglied der liberalen mennonitischen Gemeinde der Waterländer.
Die Entwässerung des Beemstersees war eines der größten Projekte, das jemals auf diesem Gebiet fertiggestellt wurde und der landwirtschaftlichen Nutzungsfläche der Niederlande 6880 Hektar hinzufügte. Grund und Boden ist für die relativ kleine Nation der Niederländer, deren Land zum großen Teil aus den niedrigen Marschen der europäischen Westküste gewonnen wurde, von besonderer Bedeutung. Jahrhundertelang mussten die der Natur abgerungenen Gebiete, die so genannten Polder, gegen das Meer, gegen Seen oder Sümpfe verteidigt werden, die immer wieder versuchten sich zu behaupten. Da die Niederlande eines der am intensivsten bebauten Länder der Welt sind, wird laufend neues Areal benötigt – daran hat sich seit Leeghwater nichts geändert.
Das ehrgeizige und teure Projekt kam auf, als eine Gruppe von Direktoren der Holländischen Ostindischen Kompanie nach Anlagemöglichkeiten für den im Fernen Osten erworbenen Reichtum suchte. Das Projekt wurde ausgeschrieben und mehrere Kandidaten unterbreiteten Angebote, bis schließlich Leeghwater am 10. April 1608 den Zuschlag erhielt. Im Vertrag war festgelegt, dass der Ringdeich am 1. November 1609 fertiggestellt sein sollte. 26 Wassermühlen wurden in bestimmten Abständen aufgestellt, um das Wasser für den 38 Kilometer langen Ringdeich abzupumpen. Die Arbeit wurde nur kurze Zeit nach dem vorgesehenen Termin abgeschlossen, aber einen Monat später brach ein heftiger Wintersturm den Deich und zerstörte ihn zur Hälfte. Die Arbeit wurde sofort erneut aufgenommen und binnen drei Jahren konnte mit der landwirtschaftlichen Nutzung des Polders begonnen werden. Bald hatten die Erträge des fruchtbaren Bodens die Baukosten gedeckt.
Nach der gelungenen Entwässerung des Beemstersees wurde Leeghwater ein viel beschäftigter Mann. Er besorgte die Entwässerung von mehr als 30 Seen und Sümpfen: Heerhugowaard (1625), Purmer (1622), Schermer (1635), Starnmeer und De Wormer (1626). Er machte sich an die Trockenlegung der Sümpfe bei Bordeaux (1628) und Metz (1630). In Schleswig-Holstein konnte er das Bottschlotter Tief bei Dagebüll (1633) schließen. Das schon weitgereichte Projekt der Eindeichung der gesamten Dagebüller Bucht wurde durch die Burchardiflut am 11./12. Oktober 1634 zunichtegemacht. Leeghwater überlebte zusammen mit seinem Sohn Adriaan die Sturmflut, über die er einen ausführlichen Bericht verfasste.
Leeghwater war ein vielseitig interessierter Mensch. Er entwarf und baute Möbel, zeichnete Skizzen und machte Skulpturen in Holz, Stein, Elfenbein und Metall. Er baute auch Brücken und Kirchtürme, darunter die der Westkerk und der Zuiderkerk in Amsterdam, die er beide mit Glocken ausstattete. Er hatte auch Anteil an der Eroberung der Festung ’s-Hertogenbosch im Jahre 1629, die wegen des umliegenden morastigen Geländes als uneinnehmbar galt. Leeghwater leitete zwei Flüsse um und entwässerte den Morast mit Pumpen, die von Windmühlen getrieben wurden, so dass die Stadt innerhalb von vier Monaten genommen werden konnte. Dennoch gelang es Leeghwater nicht, seinen ehrgeizigsten Plan zu verwirklichen. Er wollte den beständig wachsenden Haarlemer See entwässern, wozu er nach seinen Berechnungen nicht weniger als 160 von Windmühlen getriebene Wasserpumpen benötigt hätte. Dieses Projekt, das auch seine Nachfolger nicht bewältigten, konnte erst mit Hilfe moderner Ingenieurtechnik und den Dampfpumpstationen des 19. Jahrhunderts verwirklicht werden.
Zuvor hatte Leeghwater das traditionelle niederländische System der Entwässerung der Polder zu neuer Blüte gebracht, weshalb ihm ein Platz unter den besten Ingenieuren der Geschichte gebührt.